# Дидий Юлиан
Ди́дий Юлиа́н (полное имя — Марк Ди́дий Севе́р Юлиа́н, лат. Marcus Didius Severus Iulianus; 30 января 133, Медиолан — 1 июня 193, Рим) — римский император в течение двух месяцев 193 года (28 марта — 1 июня).
Принадлежал к сенаторскому сословию, при Антонинах сделал карьеру военного и политика: управлял рядом провинций, одержал победы в пограничных войнах с германцами. В 175 году занимал должность консула. После того, как преторианцы убили императора Пертинакса (март 193 года), Дидий Юлиан был провозглашён императором, причём по одной из версий он купил верховную власть в ходе аукциона в преторианском лагере. Сенат и городской плебс ненавидели его и презирали. Против Юлиана восстали наместники провинций — Гай Песценний Нигер в Сирии, Луций Септимий Север в Паннонии, Децим Клодий Альбин в Британии. Север двинул свою армию на столицу. Дидий Юлиан не смог организовать сопротивление: его войска перешли на сторону мятежника, а гвардия отказала ему в поддержке. Император предложил Северу стать его соправителем, но тот это предложение не принял. Когда Север приблизился к Риму, Дидий Юлиан был приговорён сенатом к смерти и убит в своём дворце.
В большинстве сохранившихся источников Дидий Юлиан изображён как плохой император. Купив верховную власть за деньги, он оказался не готов править и продемонстрировал трусость, нерешительность, отсутствие талантов, неспособность отказаться от старых пороков — в частности, чревоугодия. Его правление ознаменовало собой углубление политического кризиса, начавшегося с убийства императора Коммода и приведшего к установлению военной диктатуры Северов.

## Биография

### Происхождение
О предках Дидия Юлиана известно не слишком много, причём вся информация на эту тему восходит к одному источнику — биографии императора в составе «Истории Августов», написанной Элием Спартианом. Дидии принадлежали к галльскому племени инсубров, жившему в Транспаданской Галлии, вокруг Медиолана, и получившему римское гражданство в 49 году до н. э. Отца будущего императора звали Петроний Дидий Север, и, возможно, именно он упоминается в одной латинской надписи (CIL VI 2010a 24). Матерью императора была Клара Эмилия, происходившая из Африки, из Гадруметской колонии. Впрочем, в историографии звучит мнение, что африканские корни Дидия Юлиана — вымысел, целью которого было скомпрометировать память об императоре; в действительности Клара Эмилия могла быть связана по рождению с той же Транспаданией (точнее — с городом Бриксия) и с римской аристократией.
Элий Спартиан утверждает, что прадедом Дидия Юлиана был Публий Сальвий Юлиан, дважды консул, префект Рима и выдающийся юрист. Однако исследователи констатируют, что между двумя Юлианами скорее одно поколение, чем три, и Сальвий Юлиан мог приходиться Дидию Юлиану родным дядей по материнской линии. Существует гипотеза, согласно которой Спартиан спутал Сальвия Юлиана с другим видным политиком, тоже дважды консулом, занимавшим должность префекта. Это Луций Катилий Север Юлиан Клавдий Регин, прадед императора Марка Аврелия со стороны матери. В этом случае Дидий Юлиан приходился Марку довольно близким родственником — троюродным братом, что объясняет некоторые особенности его карьеры. В целом источники называют Дидия Юлиана человеком знатным или даже «очень знатным», имея при этом в виду главным образом его предков по материнской линии.
У Дидия Юлиана было двое братьев: Дидий Прокул и Нуммий Альбин. Разнообразие имён может быть связано с тем, что Нуммия отдали на усыновление в другую семью, либо он мог быть сыном Клары от второго мужа, происходившего из рода Нуммиев (возможно, Марка Нуммия Аттидия Туска, легата при проконсуле Азии). О судьбе Альбина и Прокула ничего не известно. Предположительно сыном одного из них был Корнелий Репентин — впоследствии зять и приёмный сын Дидия Юлиана.

### Ранние годы и карьера

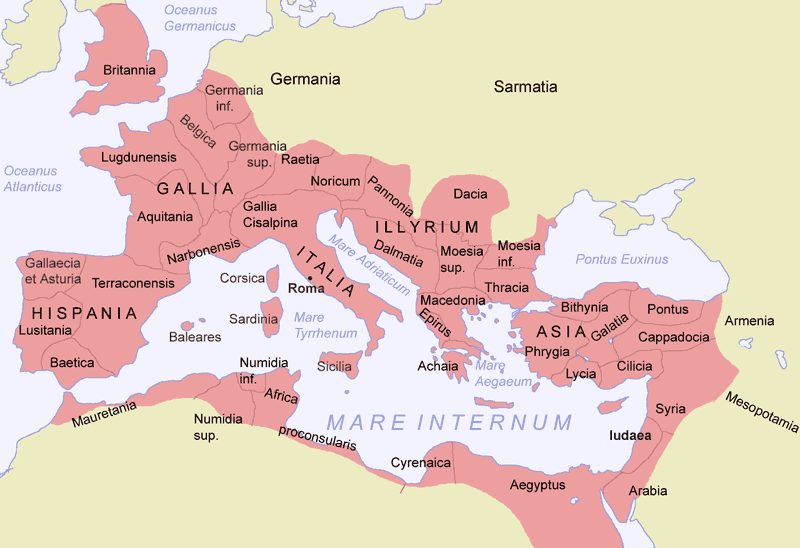
Римская империя во II веке

Исходя из сообщения Диона Кассия о том, что Дидий Юлиан прожил шестьдесят лет, четыре месяца и четыре дня, исследователи определили, что будущий император родился 29 января 133 года. Правда, Элий Спартиан пишет, что Дидию было на момент смерти пятьдесят шесть лет и четыре месяца, но это явная ошибка. Детство и юность Дидия, согласно Элию Спартиану, прошли в доме Домиции Луциллы, матери императора Марка Аврелия (последний уже в 139 году был усыновлён Антонином Пием и стал одним из двух официальных наследников его власти). С точки зрения хронологии это звучит правдоподобно. Такая связь Юлиана с императорской семьёй — аргумент в пользу существования какого-то родства между ними.
Покровительство Домиции Луциллы очень помогло Дидию в его карьере. Пройдя около 151 года вигинтивират (коллегию двадцати) и около 153 года военный трибунат (последний упоминается только в одной надписи), он получил должность квестора прежде, чем достиг необходимого возраста, — то есть до 158 года, ещё при жизни Антонина Пия. Одна из предположительных датировок — 156 год. Затем Дидий Юлиан был эдилом (не раньше 161 года) и претором (не раньше 162 года). К тому времени императором стал Марк Аврелий, «ходатайству» которого, по словам Элия Спартиана, Дидий был обязан этими магистратурами. В последующие годы Юлиан был легатом с полномочиями проконсула в Ахайе (около 165 года) и Африке (около 167/168 года). Далее он некоторое время командовал XXII Первородным легионом, стоявшим в Могунтиаке на Рейне и прикрывавшим центральную часть лимеса от германцев (впрочем, существует предположение, что в этом пункте биограф спутал Дидия Юлиана с Сальвием Юлианом).
Три года Дидий Юлиан был наместником Белгики. В этом качестве он хорошо проявил себя как полководец: отразил набег германского племени хавков из-за Рейна и разбил хаттов. Это произошло приблизительно около 170 года. За победы Марк Аврелий удостоил Дидия консулатом на 175 год, причём другим консулом этого года стал Публий Гельвий Пертинакс, ещё один будущий император. Позже Дидий стал наместником Далмации, где ему опять пришлось вести боевые действия. По одной версии, его врагами были варварские народы, поселённые Марком Аврелием в Мёзии, которые сочли обстановку, сложившуюся во время Второй Маркоманской войны, удобной для набегов; по другой, речь должна идти о разросшихся в условиях войны разбойничьих бандах, которые переходили из одной провинции в другую.
В Далмации Дидий Юлиан находился приблизительно в 176 или 178/179 году. В 181 или 182 году новый император, Коммод, назначил его наместником Нижней Германии, где он стал преемником Сальвия Юлиана. Судя по археологическим данным, как раз тогда в этой провинции развернулось интенсивное строительство: Юлиан организовал реконструкцию претория в административном центре Нижней Германии, Колонии Агриппине (современный Кёльн), укрепил военные лагеря на рейнской границе. Так, в лагере Нигрум Пуллум появились каменные укрепления. Эти действия наместника явно были связаны с угрозой со стороны хавков и были частью работ по усилению всей европейской границы империи.
С Рейна Дидий был переведён в Италию и получил в своё ведение «попечение о государственных выдачах» (curia alimentorum). Точная дата этого назначения неизвестна. Пребывая в столице, он оказался замешанным в придворных интригах и, в частности, был вовлечён в заговор Луциллы, сестры императора. Последняя была сослана, а всех видных заговорщиков казнили; в числе погибших был и Сальвий Юлиан, тогда как Дидий Юлиан отделался ссылкой в родной город — Медиолан. Не позже, чем через два-три года его карьера возобновилась. Он стал наместником Вифинии и Понта, а потом — во второй раз проконсулом Африки (до него этой провинцией управлял Пертинакс). Второе наместничество датируют предположительно 189 или 190 годом. Находясь в Африке, Дидий Юлиан оправдал обвинённого в прелюбодеянии Луция Септимия Севера, ещё одного будущего императора.
Согласно гипотезе одного из исследователей, в 189 году Юлиан был наместником Сицилии. Секст Аврелий Виктор пишет ещё об одной должности, префекта Рима, которую Сальвий будто бы занимал до самого прихода к высшей власти, но учёные считают это сообщение неправдоподобным: префектами по сложившейся традиции были всадники.

### Приход к власти
К 193 году Дидий Юлиан жил в столице как частное лицо. Будучи 60-летним консуляром, заслуженным полководцем и очень богатым человеком с насыщенной событиями биографией, он принадлежал к элите римского общества и мог рассчитывать на спокойную и благополучную старость. Однако всё изменил глубокий политический кризис, охвативший в это время империю. Коммод настроил против себя высшие слои общества репрессиями и экстравагантным поведением, а потому 31 декабря 192 года он был убит заговорщиками. Высшую власть получил Публий Гельвий Пертинакс, но и он оказался непопулярным правителем. Спустя всего 87 дней его убили преторианцы. Некоторые античные авторы утверждают, будто именно Дидий Юлиан организовал это убийство, но исследователи эту версию отвергают. В Риме воцарилось безвластие. Гвардейцы, запершись в своём лагере, пообещали, по словам Геродиана, «вручить власть тому, кто даст больше денег, и с помощью оружия беспрепятственно провести его в императорский дворец». О своих претензиях на власть заявил префект Рима и тесть Пертинакса Тит Флавий Сульпициан. Неожиданно Дидий Юлиан тоже вмешался в политическую борьбу.
По одной из версий, Юлиан узнал о заявлении преторианцев во время пира. Сотрапезники и члены семьи убедили его предложить гвардии свою кандидатуру, «схватить лежащую под ногами власть». Дидий отправился к преторианскому лагерю, где как раз в это время держал речь Сульпициан, и, стоя у ворот, призвал солдат провозгласить его императором. Последующую сцену Дион Кассий (современник этих событий) назвал «постыдной и недостойной Рима»: начался аукцион. «Словно на рынке, как на какой-то распродаже, и сам Город, и вся его держава стали продаваться с торгов». Сульпициан и Юлиан по очереди увеличивали ставки, дойдя до пяти тысяч денариев или двадцати тысяч сестерциев для каждого преторианца. Дион Кассий уверен, что Сульпициан победил бы на этих торгах, если бы его соперник не поднял цену разом на 1250 денариев (пять тысяч сестерциев), «прокричав об этом громким голосом и показав цифру на пальцах». Таким образом, в сумме речь шла уже о 6250 денариях — пятилетнем жалованье. Гвардейцы, впечатлённые такой ценой и к тому же боявшиеся, что Сульпициан решит отомстить им за зятя, впустили Юлиана в лагерь и провозгласили его императором.
Версия Геродиана несколько отличается. Согласно этому автору, преторианцы не впустили Сульпициана к себе, а вот Юлиана подняли на стену с помощью лестницы (открывать ворота они отказались, пока не будет названа цена провозглашения нового императора). Со стены Дидий пообещал гвардейцам «столько серебра, сколько они не надеялись ни потребовать, ни получить», а также гарантировал возвращение привилегий, которыми они обладали при Коммоде, и восстановление памяти об этом императоре. Преторианцы тут же приняли решение в его пользу. Антиковед Август фон Вотава предположил, что размер платы не мог иметь значение в этой истории: Сульпициан в любом случае не получил бы власть, так как он был связан с только что убитым Пертинаксом. Юлиан же, возможно, принадлежал к придворной «партии», сочувствовавшей Коммоду и стремившейся восстановить существовавшие при нём порядки. Потому он и получил власть — но раздавать преторианцам деньги ему всё равно пришлось. Впрочем, многие исследователи воспроизводят версию Диона Кассия о том, что судьба императорской власти решалась с помощью аукциона.
В сопровождении толпы солдат Юлиан пришёл в тот же вечер на форум, а потом и в курию. Испуганные сенаторы признали его императором. Согласно специальному постановлению, Дидий получал почётное прозвание Отец Отечества (Pater Patriae), полномочия народного трибуна и проконсула, являвшиеся обязательными атрибутами верховной власти, переходил из плебейского сословия в патрицианское. Его жена и дочь, Манлия Скантилла и Дидия Клара соответственно, тут же были провозглашены авгу́стами, и вскоре в их честь отчеканили монеты. Теперь Дидия звали Император Цезарь Марк Дидий Север Юлиан Август. Солдаты называли его Коммод, однако это имя не было присвоено официально.
Судя по рассказам Элия Спартиана и Диона Кассия, эти события произошли в тот самый день, когда был убит Пертинакс, — 28 марта 193 года. Геродиан сообщает, что претенденты на верховную власть не объявлялись один или два дня, так что провозглашение Дидия Юлиана следует датировать скорее 30 марта. Однако антиковеды считают более правдоподобной версию Спартиана.

### Начало правления

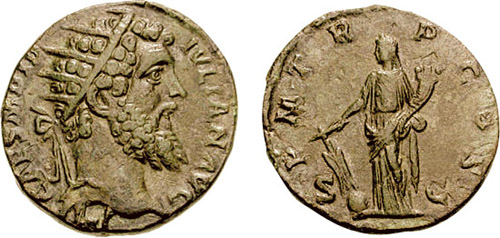
Дупондий Дидия Юлиана

Сразу после прихода к власти Дидий Юлиан занялся новыми назначениями. Префектом Рима он сделал своего зятя Корнелия Репентина; смещённый Сульпициан сохранил жизнь и был казнён только при Септимии Севере, в 197 году. Префектами претория стали Флавий Гениал и Туллий Криспин, выдвинутые самими преторианцами. Отсюда исследователи делают вывод о серьёзных уступках нового императора гвардии, которой он был слишком многим обязан. При этом Геродиан сообщает, что Юлиан обманул преторианцев, не дав им денег, поскольку необходимых для этого средств не было ни в казне, ни у него лично. По данным Элия Спартиана, император выполнил обещание с лихвой: гвардия получила по 30 тысяч сестерциев на человека вместо 25.
Юлиан явно хотел расширить опору своей власти. Для этого он произнёс в сенате, по словам Элия Спартиана, «ласковую и благоразумную» речь, пригласил в свой дворец представителей сенатского сословия и всадничества, с которыми постарался наладить хорошие контакты, отказался от излишних почестей, пообещал народу большие денежные раздачи, восстановил «многое из того, что было установлено Коммодом и отменено Пертинаксом», отличавшимся строгостью и бережливостью, старательно демонстрировал мягкость и умеренность. Однако всё это не помогло. Захват власти с помощью денег возмутил и аристократию, и народ; все относились к новому императору с неприязнью, усиливавшейся из-за рассказов о его расточительности и чревоугодии. Говорили, что сразу после прихода к власти Дидий Юлиан предался пирам и прочим удовольствиям: придя из курии во дворец, он увидел там обед, приготовленный для Пертинакса, и высмеял эту слишком простую для него пищу, а потом «послал людей на поиски дорогостоящих яств, которые приказал добыть где угодно и каким угодно способом». Труп Пертинакса ещё лежал во дворце, а Дидий уже пировал (впрочем, по альтернативной версии, тело было похоронено сразу со всеми возможными почестями). По словам Геродиана, этот император ни о чём другом и не думал: «придя к власти, [он] сразу же стал заниматься удовольствиями и попойками, легкомысленно относясь к государственным делам и предавшись наслаждениям и недостойному времяпровождению».
Всеобщее недовольство дало о себе знать уже на следующий день после смены власти. Когда Дидий Юлиан отправился в сенат, толпа, собравшаяся перед курией, начала кричать, называя его отцеубийцей и узурпатором. Император сделал вид, что не сердится, и пообещал денежные раздачи, но ответом ему был крик: «Мы не хотим! Мы не возьмём!». На пути из курии на Капитолий озлобленная толпа преградила дорогу императорским носилкам; тогда Дидий приказал охране применить оружие, и многие горожане были убиты или ранены. Чтобы народ смягчился, император устроил игры, но из-за того, что скамьи в цирке занимали как попало, недовольство только усилилось. Звучали даже призывы к наместнику Сирии Гаю Песценнию Нигеру приехать в Рим для восстановления порядка.
Дидий Юлиан чеканил монеты с надписями «Согласие солдат» (CONCORDIA MILITVM) и «Правитель мира» (RECTOR ORBIS), однако остаётся неясным, контролировал ли он хотя бы в самом начале правления всю территорию империи. Наместники отдалённых провинций, под началом которых были сильные армии, могли воспринять новости из столицы как сигнал к мятежу. Понимая это, император направил, согласно Элию Спартиану, центуриона в Сирию, чтобы тот убил Нигера, но из этой затеи ничего не вышло. Вскоре Дидий Юлиан узнал о мятежах в трёх провинциях. По данным Юлия Капитолина, практически одновременно, сразу после гибели Пертинакса, провинциальные армии провозгласили императорами наместника Сирии Нигера, наместника Верхней Паннонии Луция Септимия Севера и наместника Британии Децима Клодия Альбина. Если сирийских войск Юлиан боялся с самого начала, то восстания Севера он совершенно не ожидал и «очень встревожился» (к тому же этот мятежник был намного ближе остальных к Италии). Император инициировал судебное дело против Севера на основании интердикта — преторского акта, который защищал законного собственника (в этом случае обладателя императорской власти) от посторонних посягательств. Сенат по требованию Юлиана объявил Севера «врагом» (hostes). Был назначен определённый день, после которого солдаты Севера, если они не оставят командира, тоже объявлялись «врагами». В Паннонию отправилось посольство из консуляров, которое должно было убедить солдат отречься от мятежника, новый наместник (Валерий Катулин) и центурион Аквилий, «известный как убийца сенаторов», то есть состоявший в тайной полиции; по-видимому, Аквилий должен был убить Севера.

### Война с Севером и гибель

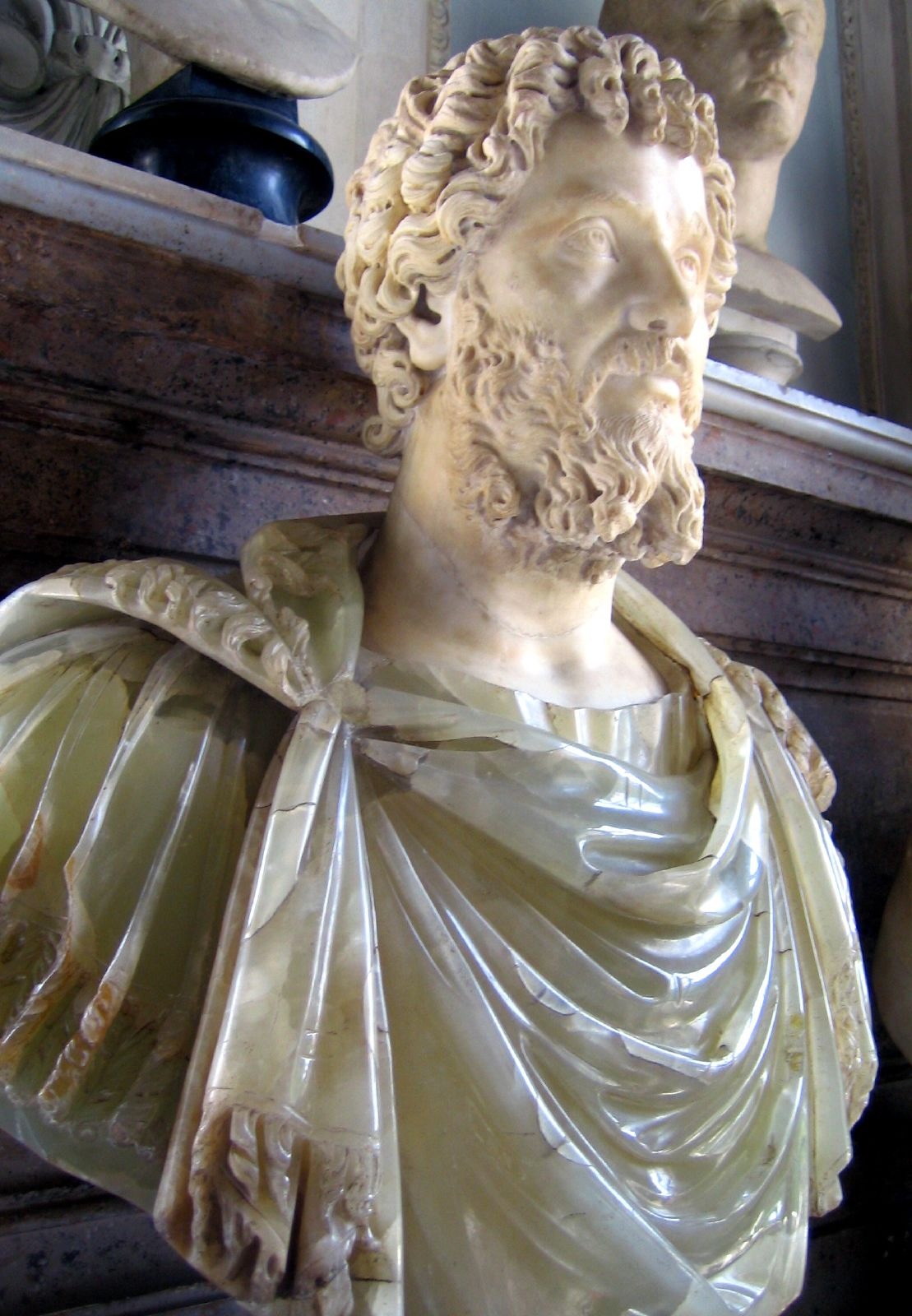
Септимий Север

Усилия Юлиана оказались напрасными: ему не удалось нейтрализовать паннонского мятежника. Напротив, восстание ширилось. Септимий Север получил поддержку ряда других наместников — Нижней Паннонии, обеих Мёзий, Дакии, Верхней и Нижней Германий, Реции и Норика. Возможно, его поддержали также испанский и африканский легионы. Клодий Альбин заключил с Севером союз и отказался от борьбы за Рим, удовлетворившись титулом цезаря. В конце апреля 193 года Луций Септимий двинулся из Карнунта на Рим, объявив своей целью месть за Пертинакса; он располагал в общей сложности пятнадцатью легионами, и это обеспечивало его армии подавляющее численное превосходство. Дидий Юлиан не позаботился о защите альпийских перевалов и о вызове легионов из тех провинций, которые ещё сохраняли верность, так что паннонцы не встречали никакого сопротивления. После десяти дней форсированного марша Север вторгся в Италию, где на его сторону перешёл флот, стоявший в Равенне. То же сделали войска, находившиеся в Северной и Центральной Италии: Элий Спартиан пишет только об умбрийских гарнизонах, Дион Кассий — о всех подразделениях, которые Юлиан выслал навстречу Северу. Префект претория Туллий Криспин выступил к Равенне, чтобы двинуть против врага флот, но был разбит и отступил к столице.
Перед лицом столь серьёзной угрозы император попытался сделать ставку на преторианцев. Он вывел гвардию в поле для строительства укреплений вокруг столицы; для тех же работ были задействованы моряки Мизенского флота, а слонов, использовавшихся для торжественных процессий, Юлиан решил задействовать в бою против вражеской конницы. По-видимому, он планировал дать Северу бой у Рима. Однако выяснилось, что все планы императора саботируются. Преторианцы совсем не хотели работать и воевать; по словам Элия Спартиана, это были «воины ленивые, испорченные городской роскошью», они предпочитали нанимать за деньги людей себе на замену. Жители столицы, по-прежнему ненавидевшие Дидия, только смеялись над его затеей. Чтобы укрепить своё положение, император приказал казнить префекта претория Квинта Эмилия Лета, заподозренного в сочувствии Северу, и Марцию — когда-то любовницу Коммода. Сенат он попросил направить навстречу мятежникам весталок, которые бы умоляли воинов остановиться, протягивая им свои священные повязки. В ответ на это консуляр Марк Педуцей Плавтий Квинтилл заявил, что «не должен быть императором тот, кто не может бороться с противником силой оружия». Квинтилла поддержали многие; тогда Юлиан вызвал из лагеря преторианцев, чтобы те перебили сенаторов или принудили их к повиновению. Вскоре он передумал. По его просьбе сенат вынес постановление о разделе власти с Септимием Севером. Однако последний не согласился с таким разделом и даже казнил посланника — ещё одного префекта претория Туллия Криспина.
Теперь Дидий попытался вооружить капуанских гладиаторов. Чтобы спасти положение, он предложил статус соправителя авторитетному сенатору Тиберию Клавдию Помпеяну, зятю Коммода, но тот отказался, сославшись на свой почтенный возраст. Армия Севера уже приблизилась к столице, его сторонники беспрепятственно проникали в город, а Юлиан укрылся в своём дворце и не знал, что ему делать. Согласно Геродиану, он даже открыто предлагал уступить Северу всю власть, чтобы ему только сохранили жизнь. В этой ситуации сенаторы, собравшись в храме Минервы, приговорили Юлиана к смерти и провозгласили Севера новым императором.

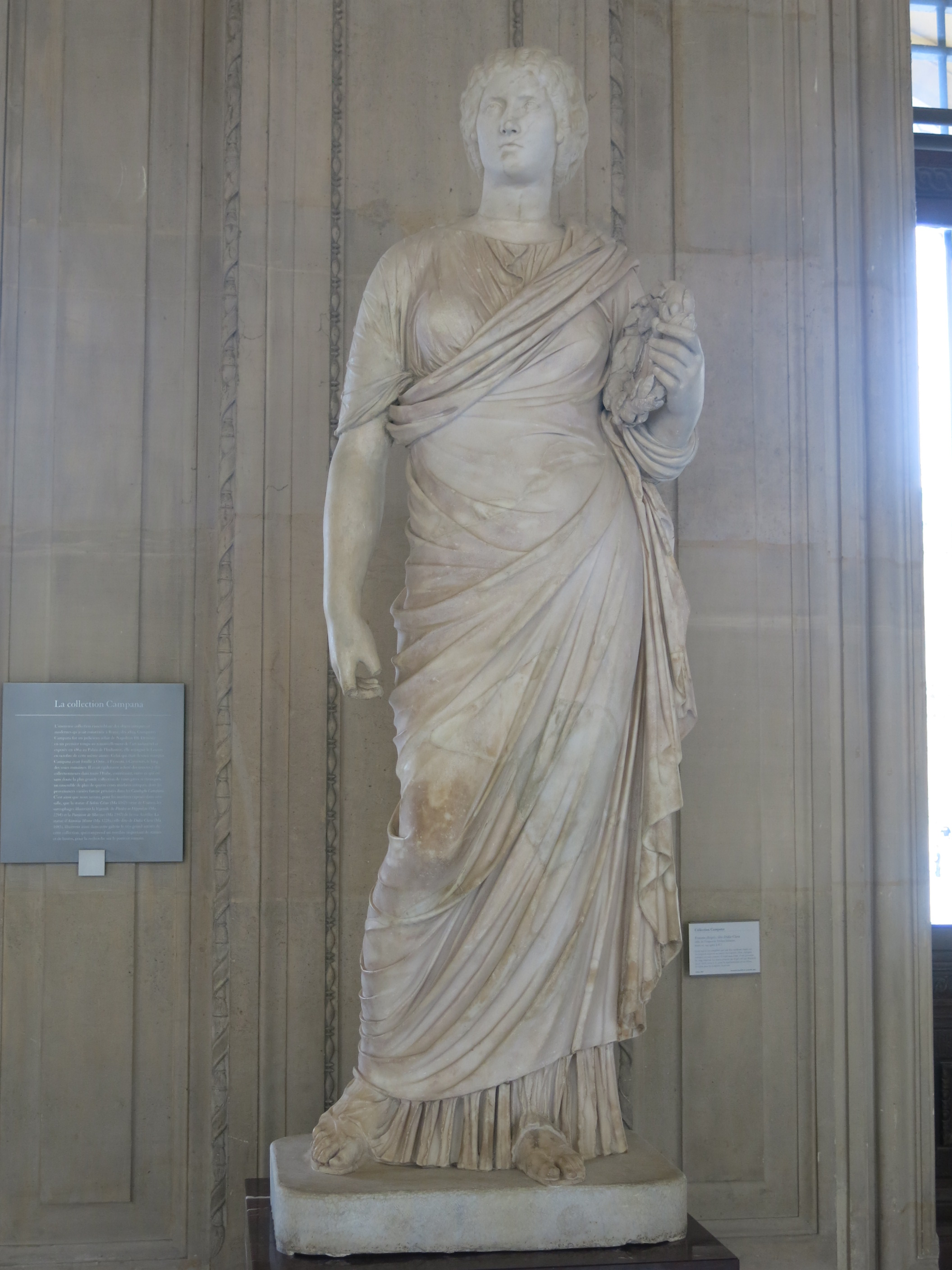
Статуя женщины, которую традиционно идентифицируют как Дидию Клару, дочь Дидия Юлиана. Лувр

Дидий Юлиан был убит 1 июня 193 года в Палатинском дворце, одинокий и покинутый всеми. Юлий Капитолин пишет, что это сделали преторианцы по приказу Севера, Элий Спартиан — что императора убил рядовой солдат, действовавший под наблюдением посланцев сената. Согласно Спартиану, Дидий перед смертью «тщетно взывал к покровительству Цезаря, то есть Севера», согласно Геродиану, он «постыдно жаловался». По словам Диона Кассия, «единственное, что он произнёс, было следующее: „И что дурного я сделал? Кого убил?“». Некоторые писатели поздней античности сообщают, будто Дидий Юлиан сразился с Севером у Мульвиева моста, потерпел поражение и погиб во время бегства, но эта версия не соответствует действительности. Тело императора, выданное по приказу Севера его вдове и дочери, похоронили в гробнице прадеда, «у пятого милевого столба по Лабиканской дороге».
Правление Дидия продолжалось шестьдесят шесть дней. Евтропий и Псевдо-Аврелий Виктор ошибочно сообщают о семи месяцах, Орозий — о годе.

## Семья
В конце 150-х или начале 160-х годов Дидий Юлиан женился на Манлии Скантилле. О происхождении этой матроны ничего не известно; возможно, она имела какое-то отношение к древнему патрицианскому роду Манлиев. У Дидия Юлиана родились две дочери, Дидия Клара и ещё одна, чьё имя неизвестно. Старшая дочь стала женой Корнелия Репентина, и, возможно, уже в конце 170-х годов у Юлиана появились внуки, ни об одном из которых, правда, не сообщают источники. Сразу после прихода Дидия к власти его жена и дочь получили титул Августа. Дидию Клару император эмансипировал, чтобы она могла сама распоряжаться своим огромным состоянием. Известно, что после гибели Юлиана его семья потеряла и титулы, и имущество.

## Характеристика личности и деятельности

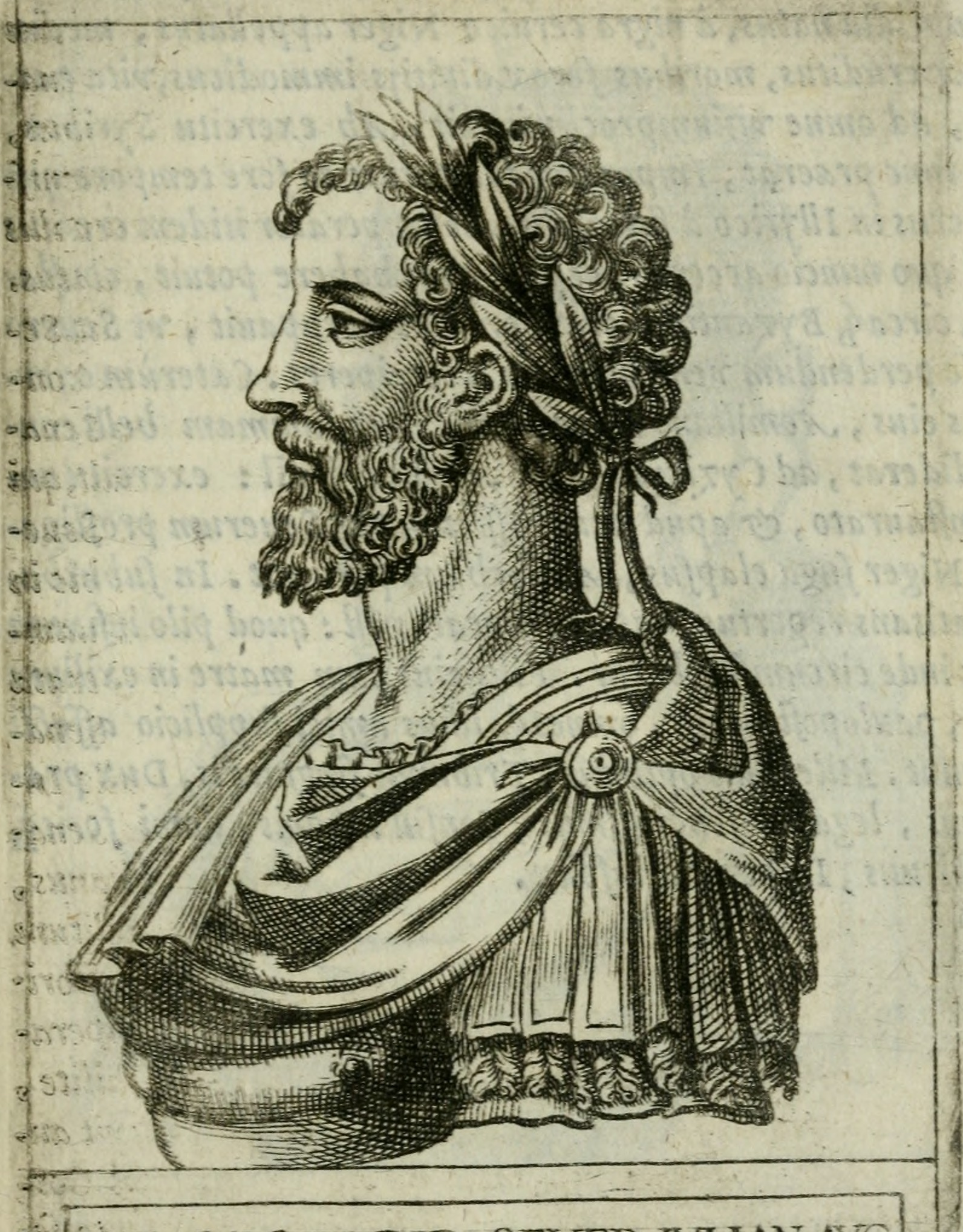
Дидий Юлиан. Иллюстрация в книге Romanorvm_imperatorvm_effigies (1583)

Личность Дидия Юлиана античные авторы описывают, как правило, в резко негативных тонах. Об этом императоре пишут как о человеке слабохарактерном, суеверном, склонном к разного рода излишествам, стремившемся к власти, но не умевшем управлять. Дион Кассий, современник Дидия, называет его «ненасытным стяжателем и бесстыдным расточителем, который всегда имел склонность к заговорам и переворотам». Дион пишет о постыдном аукционе, на котором продавалась императорская власть, и, по мнению антиковеда Августа фон Вотавы, намеренно сгущает краски. Согласно Диону, Дидий и до прихода к власти много раз нарушал закон, а в качестве императора вызывал страх и ненависть; его попытки наладить нормальный контакт с сенатом Дион характеризует как «заискивания», свойственные «низкой личности». Питая личную антипатию по отношению к Юлиану, Дион повторяет пропагандистские измышления своей эпохи о том, что император «убил множество мальчиков во время колдовских обрядов».
Геродиан описывает Дидия как типичного тирана, противопоставляя его образцовому императору Пертинаксу. Этот писатель во многом следует за Дионом, обогащая рассказ о Юлиане деталями, которых не найти в других источниках. Император у него предстаёт как человек безответственный, думающий только о пирах, неспособный править, деморализованный первыми же поражениями в гражданской войне. Рассказав о гибели Дидия, Геродиан характеризует его как «малодушного и жалкого старика, за собственные деньги купившего такой плохой конец».
Более доброжелательным по отношению к Дидию Юлиану оказался Элий Спартиан. Этот автор признаёт, что в вину Дидию ставили обжорство, пристрастие к игре в кости и высокомерие, но тут же сообщает, что император «был очень приветлив на пирах, очень благожелателен в своих письменных заключениях, очень умерен по части щедрот». Слухи о том, что Дидий любил роскошную еду и, в частности, в день прихода к власти с презрением отверг скромный обед Пертинакса, Спартиан называет ложью. По его словам, Дидий всегда был очень бережлив, а после прихода к власти вообще ни разу не обедал, пока его предшественника не похоронили; «пищу он вкушал, погружённый в глубокую печаль вследствие убийства Пертинакса». По мнению Августа фон Вотавы, Спартиан здесь пишет явно неправдоподобные вещи, доходя до абсурда.
Современные антиковеды признают, что сложно делать какие-то уверенные выводы о личности Дидия Юлиана. По-видимому, он был неплохим военачальником и администратором, справлялся со своими обязанностями на всех постах, которые ему пришлось занимать, и благодаря этому смог сделать карьеру. У Юлиана можно найти много общего с Пертинаксом: два императора были примерно ровесниками, происходили из Северной Италии, не принадлежали к древней аристократии, начинали карьеру при Антонине Пии, а возвысились при Марке Аврелии. Они служили во многих провинциях на многих должностях и заработали большие состояния. Однако Пертинакс хранил верность староримским традициям (в том числе традиции бережливости), а Дидий был склонен к излишествам во всём.
События 193 года оцениваются в историографии как проявление глубокого кризиса Римской империи — как политического, так и социально-экономического. Гражданская война, спровоцированная убийствами Коммода и Пертинакса и узурпацией власти, которую совершил Дидий Юлиан, способствовала дестабилизации политической системы принципата. В результате в Риме установилась военная диктатура Северов. При этом французские исследователи Ф. Шассон и Б. Россиньоль видят в Дидии Юлиане представителя боковой ветви Антонинов, который попытался вернуть эпоху расцвета, но быстро потерпел крах.

### Исследования
1. Грант М. Римские императоры. Биографический справочник правителей Римской империи. — М.: Терра — Книжный клуб, 1998. — 400 с. — ISBN 5-300-02314-0.
2. Ковалёв С. История Рима. — М.: Полигон, 2002. — 944 с. — ISBN 5-89173-171-1.
3. Кравчук А. Галерея римских императоров. Принципат. — Екатеринбург: У-Фактория, 2010. — 508 с. — ISBN 978-5-9757-0496-2.
4. Федченков Д. От Антонинов к Северам. Система принципата на рубеже II—III вв. н. э.. — Дисс. канд… ист. наук. — Новгород: Новгородский государственный университет, 2006. — 197 с.
5. Chausson F., Rossignol B. La carriere de Didius Julianus : Rhin et Belgigue // Occidents romains / sous la direction de F. Chausson. — Paris: Errance, 2009. — P. 301—324. — 327 p. — (Errance Archéologie). — ISBN 978-2-87772-411-1.
6. Wotawa A. Didius 8 :  [нем.] // Paulys Realencyclopädie der classischen Altertumswissenschaft. — Stuttgart : J.B. Metzler[нем.], 1903. — Bd. V,1. — Kol. 412—424.
7. Zimmermann A. Kaiser und Ereignis. Studien zum Geschichtswerk Herodians. — München: C.H.Beck, 1999. — 346 S. — ISBN 3-406-45162-4.